# Peroxid cesný
Peroxid cesný je anorganická sloučenina s chemickým vzorcem Cs2O2.

## Příprava
Peroxid cesný lze připravit oxidací cesia v kapalném amoniaku při -50 °C kyslíkem:
2 Cs + O2 → Cs2O2
Lze jej také připravit termálním rozkladem superoxidu cesného:
2 CsO2 → Cs2O2 + O2

## Vlastnosti
Peroxid cesný je v nejčistší formě bezbarvá látka, jinak je nažloutlá. Peroxid cesný je citlivý na vlhkost a reaguje s vodou za vzniku peroxidu vodíku a hydroxidu cesného. S peroxidem vodíku reaguje za vzniku tetrahydrátu. Peroxid cesný krystalizuje v ortorombické krystalové soustavě s prostorovou grupou Immm (prostorová grupa číslo 71) a parametry mřížky a = 432,2 pm, b = 751,7 pm, c = 643,0 pm. V Ramanově spektrech má vibrační pás na vlnočtu 743 cm−1, ten prokazuje přítomnost peroxidových iontů ve struktuře.
Při zahřátí na 650 °C se peroxid cesný rozkládá na oxid cesný a atomární kyslík:
Cs2O2 → Cs2O + [O]

## Využití
Peroxid cesný je aktivní složkou v Ag-O-Cs fotokatodách.